# Fodina shisana
Fodina shisana är en fjärilsart som beskrevs av Embrik Strand 1919. Fodina shisana ingår i släktet Fodina och familjen nattflyn. Inga underarter finns listade i Catalogue of Life.